# MBDA Meteor
Meteor (em português: Meteoro) é um míssil ar-ar guiado por radar ativo além do alcance visual desenvolvido e fabricado pela MBDA System, de origem europeia, que se encontra em operação desde 2016.

## Operadores

### Atuais
- Reino Unido - Força Aérea Real
- Índia - Força Aérea Indiana[4]
- Itália - Força Aérea Italiana[5]
- Espanha - Força Aérea Espanhola
- Suécia - Força Aérea Sueca
- França - Exercito do Ar e do Espaço, Marinha Francesa
- Alemanha - Luftwaffe[6]
- Brasil - Força Aérea Brasileira[7]

### Futuros
- Croácia - Força Aérea e de Defesa Aérea da Croácia
- Grécia - Força Aérea Grega[8]
- Catar - Força Aérea do Qatar[9]
- Arábia Saudita - Força Aérea da Arábia Saudita[10]
- Coreia do Sul - Força Aérea da Coreia do Sul[11]
- Tailândia - Força Aérea Real Tailandesa
- Reino Unido - Marinha Real